# Céline Imart
Céline Imart (ur. 24 sierpnia 1982 w Tuluzie) – francuska rolniczka, działaczka gospodarcza i polityczna, posłanka do Parlamentu Europejskiego X kadencji.

## Życiorys
Absolwentka Instytutu Nauk Politycznych w Paryżu i ESSEC Business School. Korespondencyjnie uzyskała również dyplom menedżera gospodarstwa rolnego (BPREA). Pracowała w Chile jako dyrektorka do spraw finansowych w przedsiębiorstwie zależnym od grupy Bolloré. Po powrocie do Francji była zatrudniona w PricewaterhouseCoopers. Odeszła z sektora doradczego, przejmując w 2011 prowadzenie rodzinnego wielkoobszarowego gospodarstwa rolnego specjalizującego się w produkcji zbóż. Została wiceprzewodniczącą organizacji Jeunes Agriculteurs, skupiającej młodych rolników. Z jej rekomendacji w latach 2010–2015 zasiadała w Radzie Gospodarczej, Społecznej i Środowiskowej. Objęła funkcję rzeczniczki Intercéréales, stowarzyszenia zrzeszającego producentów indywidualnych, spółdzielnie i eksporterów zbóż. Została też członkinią największej francuskiej organizacji rolniczej FNSEA.
W 2024 otrzymała drugie miejsce na liście Republikanów w wyborach europejskich w tym samym roku. W wyniku głosowania uzyskała mandat deputowanej do PE X kadencji.